# حمدالله ذکائی
سید حمدالله ذکائی (زاده ۱۲۷۶ خورشیدی در خلخال) از مالکان خلخال و نماینده این شهرستان در مجلس شورای ملی بود.
پدرش سید رحمت‌‏الله از مالکان خلخال بود. خودش نیز به ملکداری مشغول بود  و پس از شهریور ۱۳۲۰ وارد فعالیتهاى سیاسى شد. در سال ۱۳۲۲ به نمایندگی خلخال در مجلس شورای ملی انتخاب شد (دوره چهاردهم). در اواخر این دوره بود که فرقه دموکرات در آذربایجان به قدرت رسید.
هنگامی که قوام‌السلطنه به نخست‌وزیری رسید و در راستای اجرای نقشه پنهانش در بازگرداندن آذربایجان به ایران، سلام‌‏الله جاوید را به استاندارى آذربایجان منصوب کرد، حمدالله ذكائى هم فرماندار زنجان شد. همین موضوع باعث شد که در دوره شانزدهم مجلس که ذکائی بار دیگر به نمایندگی انتخاب شده بود، هنگام ورود او به مجلس جنجال به پا شود و نمایندگان آذربایجان و زنجان با ترک جلسه، مانع از مراسم تحلیف او بشوند. ذکائی در دوره شانزدهم در انتخابات میان‌دوره‌ای و برای پرکردن کرسی خالی احمد دهقان، روزنامه‌نگار و نماینده جنجالی به مجلس رفت. او بیش از چند ماه پایانی دوره شانزدهم را در مجلس نبود.
ذکائی در دوره هفدهم نیز نماینده خلخال شد. پس از ۲۸ مرداد ۱۳۳۲ از سیاست کناره گرفت و به کار ملکداری و کشاورزی خود بازگشت.